# Trieces rufimitranae
Trieces rufimitranae är en stekelart som beskrevs av Aeschlimann 1973. Trieces rufimitranae ingår i släktet Trieces och familjen brokparasitsteklar. Inga underarter finns listade i Catalogue of Life.